# Sacro Monte di Oropa
El Sacro Monte della Beata Vergine o Santuario di Oropa es un santuario mariano - dedicado a la Virgen Negra - situado a una docena de kilómetros al norte de la ciudad de Biella, a cuyo municipio y provincia pertenece, en el Piamonte, norte de Italia. Este complejo, constituido por 19 capillas, se encuentra situado extramuros del santuario.
Está a cerca de 1200 metros de altitud, en un anfiteatro natural de montañas que circundan la anteriormente mencionada ciudad y forman parte de los Alpes Bielleses. Es uno de los nueve Sacri Monti de Piamonte y de Lombardía incluidos en la lista del Patrimonio Mundial de la Unesco desde 2003, tratándose de uno de los más conocidos del grupo. La entidad «Riserva naturale speciale del Sacro Monte di Oropa» tiene su domicilio en la Via Santuario di Oropa, 480, 13900 Biella - Oropa (BI).

## Geografía
El santuario de Oropa se encuentra en una cuenca natural sobre un lado del monte Mucrone (una de las cimas principales de los Alpes Bielleses). Desde el santuario es posible alcanzar el refugio Savoia (cerca de la cota 1900 m s. n. m.) y desde aquí, en pocos minutos, el lago Mucrone sobre el monte homónimo. Saliendo con un teleférico se llega a la cumbre del monte Camino, a cerca de 2400 metros de altitud. Oropa ha sido muchas veces lugar de llegada del Giro de Italia, habiendo sido esta llegada llamada Montagna Pantani 2007 en recuerdo de dicho corredor.

## Historia
Según la tradición, el santuario de Oropa fue fundado por San Eusebio, obispo de Vercelli en el siglo IV. Aunque esta tradición no goza de apoyo documental, es cierto que fue Eusebio quien difundió el cristianismo y la devoción mariana en los valles bielleses. De la primera mitad del siglo XIV es la estatua gótica de la Virgen Negra que se venera en el santuario. 
En la época barroca el santuario experimentó una gran expansión arquitectónica, gracias a la protección de la Casa de Saboya. Son activos en Oropa arquitectos ilustres, como Felipe Juvara (a quien se debe entre otros la monumental Porta Regia del santuario) y Guarino Guarini. 
Por lo que se refiere al sacromonte en sí, habiéndose destruido viejas capillas del siglo XVI, la auténtica edificación del mismo se remonta al año 1620, año de la solemne coronación de la estatua de la Virgen María Reina de Monte Oropa; una talla de madera que la leyenda señala como esculpida por el propio san Lucas y llevada a Oropa por San Eusebio; actualmente se sabe que fue tallada a finales del siglo XIII, encontrando su colocación en la primera iglesia, apenas construida junto al viejo sacello eusebiano. La imagen sagrada fue, con el tiempo, objeto de creciente devoción popular.
El sacromonte nace, pues, por iniciativa del fraile capuchino Fedele da San Germano como expresión del culto a la Virgen: el proyecto inicial preveía 20 capillas dedicadas, según los cánones de una popular representación teatral, a la Vida de María, ilustrada de manera coherente con el relato que viene en los evangelios apócrifos.
El proyecto pudo contar con el apoyo de Carlos Manuel I duque de Saboya, pero fueron sobre todo las diversas comunidades parroquiales de los bielleses las que se hicieron cargo, a lo largo del tiempo, de la empresa. La construcción de las capillas se desarrolló a lo largo de un arco temporal de más de un siglo sin, por otra parte, completar el proyecto inicial.

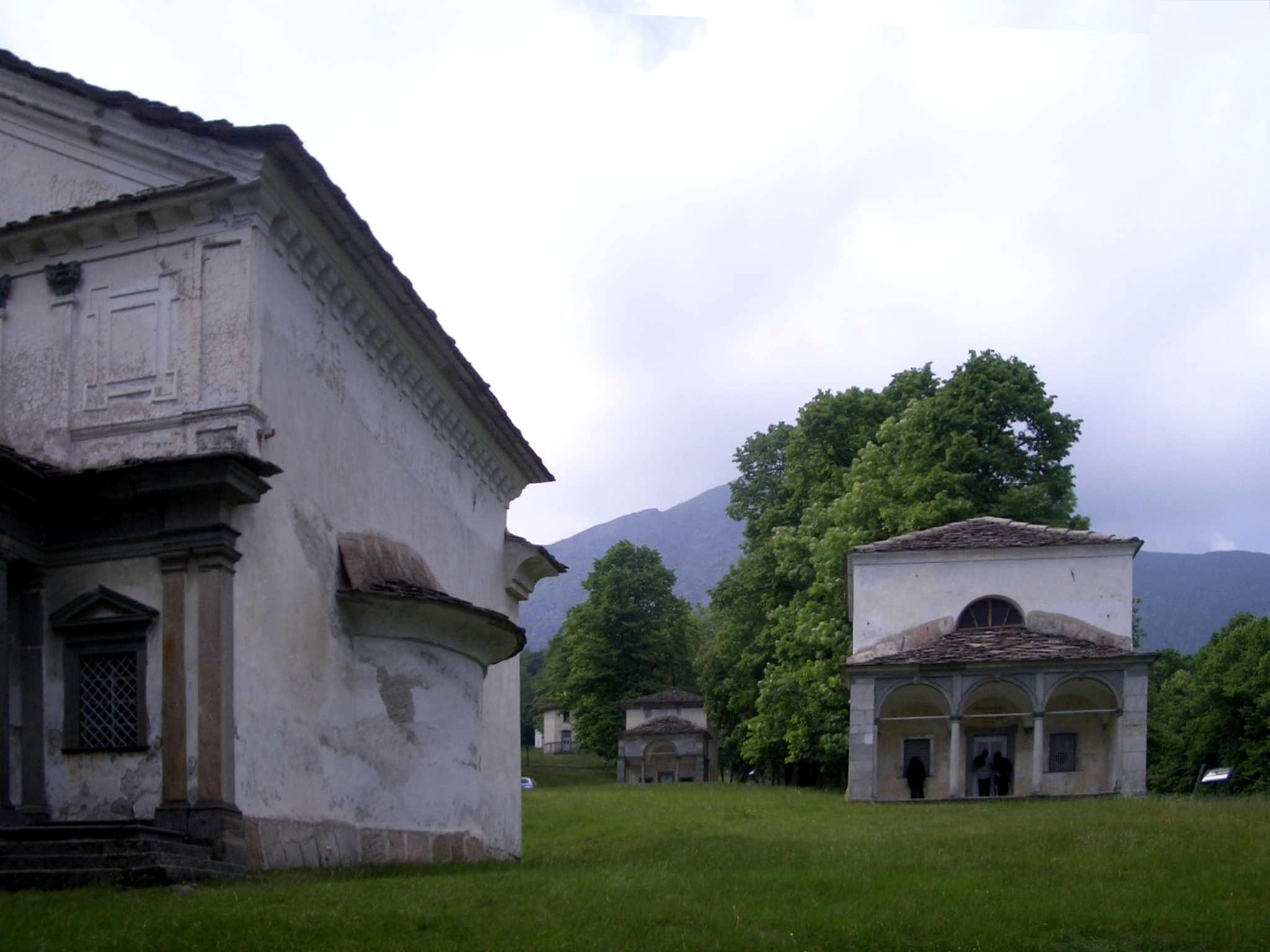
Vista de las capillas, en escorzo.

El propósito por parte de las diversas comunidades involucradas de asegurarse los mejores artistas a su cargo, llevó bien pronto (1621) a la implicación de los artistas que trabajaban en el Sacro Monte di Varallo; señaladamente, Giovanni d'Enrico y su taller.

## Arquitectura y arte
El sacromonte queda pues dentro de este más amplio Santuario de Oropa, cuya espectacularidad, con la imponente mole de la Iglesia Nueva, relegan por fuerza a segundo plano las capillas del sacromonte, aunque no por ello debe despreciarse el valor histórico y artístico de este último. 
Las capillas hoy presentes son 19, de las cuales doce, las más importantes, están dedicadas a la vida de la Virgen de la Virgen María con frescos y estatuas. Estas doce se encuentran unidas por un sendero devocional casi rectilíneo que sale, con suave pendiente, en una amplia zona herbosa; solo cerca de la cumbre los árboles se hacen más abundantes y se entra en un ambiente boscoso. Todas las capillas tienen los techos cubiertos de lajas de piedra, en la tradición alpina. Un ambiente similar, con marcadas características alpinas, diferencia el Sacro Monte de Oropa de los otros sacromontes piamonteses y lombardos. Cerca quedan otras siete capillas que representan episodios de la fe cristiana. 

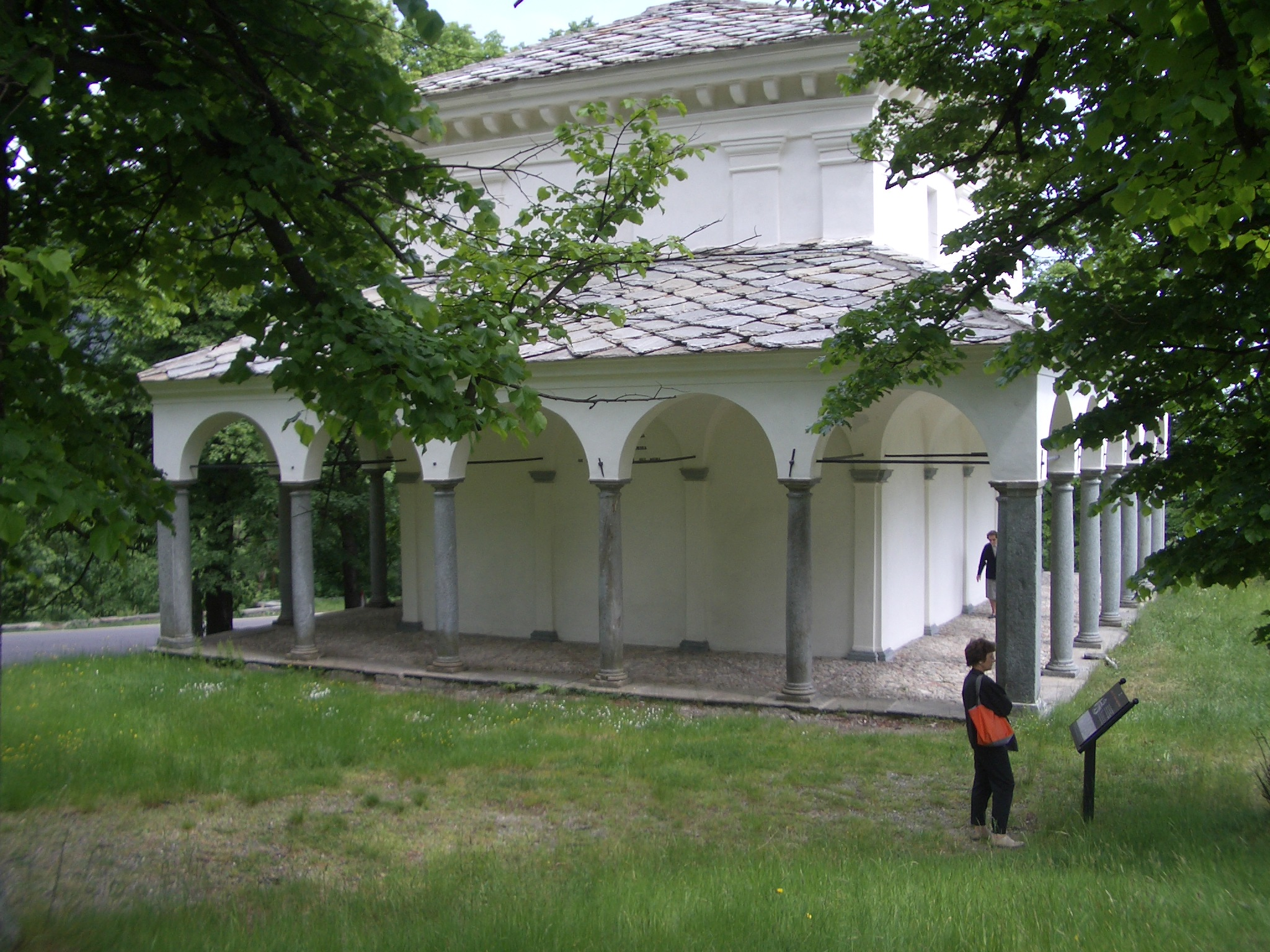
Capilla de la Inmaculada Concepción.

Entre las estatuas de terracota polícroma (con frecuencia repintadas de mala manera en el curso de las restauraciones) encontramos trabajos de Giovanni d'Enrico y de su taller en la inicial capilla de la Inmaculada Concepción (llamada también Capilla del Dragón, con motivo de la presencia de una gran y monstruosa estatua, representando el demonio vencido por la Virgen); pero incluso en la capilla de los Esponsales de la Virgen, en la de las Bodas de Caná y sobre todo en la capilla XV, la final, dedicada al Paraíso, con estatuas de santos y ángeles que asisten a la coronación de la Virgen, una obra de arte barroca realizada por los hermanos Giovanni y Antonio d'Enrico, animada por 156 figuras modeladas. Las dimensiones diminutas y expresiones de los personajes, las sombras y tonos de color y las ambientaciones precisas y vívidas de los episodios envuelven al visitante en una atmósfera cálida que crece de una capilla a otra hasta alcanzar la del paraíso, en lo alto de la colina.
A partir de inicios del siglo XVIII, encontramos escultores particularmente activos como los hermanos Auregio.
Entre los pintores que han realizado las decoraciones de las capillas cabe recordar, al menos, a los hermanos Galliari; sus ambientaciones arquitectónicas (capillas llamadas de la Natividad de María, María en el templo, Nacimiento de Jesús) anticipan el estilo que será propio del más célebre hijo Bernardino, importante pintor y escenógrafo de primera mitad del siglo XVIII.
Una ley regional piamontesa del año 2005 declaró la Riserva Naturale Speciale del Sacro Monte di Oropa (Reserva natural especial del Sacro Monte de Oropa), gestionada por el municipio de Biella.

## Ciclismo
El santuario de Oropa ha sido final de etapa del Giro de Italia en siete ocasiones:
| Año  | Etapa | Fecha       | Inicio                 | km   | Ganador          | Líder clasificación general |
| ---- | ----- | ----------- | ---------------------- | ---- | ---------------- | --------------------------- |
| 1963 | 11.ª  | 29 de mayo  | Asti                   | 130  | Vito Taccone     | Diego Ronchini              |
| 1993 | 20.ª  | 11 de junio | Turín                  | 162  | Massimo Ghirotto | Miguel Induráin             |
| 1999 | 15.ª  | 30 de mayo  | Racconigi              | 160  | Marco Pantani    | Marco Pantani               |
| 2007 | 13.ª  | 25 de mayo  | Biella (crontrarreloj) | 12,6 | Marzio Bruseghin | Danilo Di Luca              |
| 2014 | 14.ª  | 24 de mayo  | Agliè                  | 184  | Enrico Battaglin | Rigoberto Urán              |
| 2017 | 14.ª  | 20 de mayo  | Castellania            | 131  | Tom Dumoulin     | Tom Dumoulin                |
| 2024 | 2.ª   | 5 de mayo   | San Francesco al Campo | 161  | Tadej Pogačar    | Tadej Pogačar               |